# Jakub Šrom
Jakub Šrom (* 3. prosince 1995) je český reprezentant v rádiovém orientačním běhu a orientační běžec, běhající za klub SK Radiosport a KOS Tesla Brno. Vystudoval Masarykovu univerzitu, obor Učitelství tělesné výchovy pro základní a střední školy. Působí též jako člen realizačního týmu a masér české juniorské reprezentace v orientačním běhu.

## Sportovní kariéra
S ROB začínal v Bílovicích nad Svitavou v roce 2008 pod vedením trenéra Jiřího Marečka. Již o rok později se stal členem žákovské reprezentace a zúčastnil se první mezinárodní akce – domácího ME žáků 2009 v Telči. Zde obsadil 13. a 14. místo.
V roce 2011 byl jakožto poprvé zařazen do dospělé reprezentace, ve které se stabilně drží dodnes (2024). Jeho prvním mezinárodním juniorským mistrovstvím bylo MS 2012 v Srbsku, kde se mu v premiérové disciplíně sprintu podařilo zvítězit, a získat tak první titul mistra světa. Dařilo se mu i v disciplíně foxoring, kde doběhl druhý za vítězným Rusem Rodionovem, a přidal tak stříbrnou medaili. V juniorech patřil k favoritům českého týmu, jeho největším konkurentem byl pardubický závodník Ondřej Šimáček.
V mužské reprezentaci jej často zastavovala zranění a zpočátku zkušenostně zaostával za Karlem Fučíkem, Jakubem Omou a Tomášem Hiklem. Nicméně již v roce 2016 se nominoval ze čtvrtého místa na první dospělé Mistrovství světa v Bulharsku. Tam však při tréninku před samotnými závody onemocněl, a skončil tak čtvrtý a osmý.
V roce 2017 na ME v Litvě vyběhl druhé místo ve sprintu, závod však provázely kontroverze kvůli problémům s elektronickým ražením kontrol. Na foxoringu a klasické trati 3,5 MHz skončil shodně devátý.
Mezi lety 2018–2019 se mu nedařilo nominovat se na vrcholné akce a MS 2020 bylo zrušeno kvůli epidemii koronaviru. Nominoval se až v roce 2021 na ME a obsadil 2. místo ve sprintu. Stále mu však chyběl titul mistra světa, který se mu však podařilo získat o rok později na MS v bulharském Borovetsu.
Na domácím MS 2023 v Liberci se mu titul ze sprintu podařilo obhájit a přidal k němu ještě bronzovou medaili na klasické trati 144 MHz. Na rychlejším závodě v pásmu 3,5 MHz skončil pátý a ve foxoringu čtvrtý. Po mistrovství oznámil, že se plánuje více věnovat klasickému orientačnímu běhu z důvodu úbytku konkurence v ROB. Stejně se však nominoval na ME 2024 v Bulharsku z prvního místa nominačního žebříčku, a zajistil si tak účast ve všech čtyřech závodech.

## Sportovní příprava
Je znám svým systematickým tréninkem s velkým objemem naběhaných kilometrů. Kromě toho však klade důraz na silovou přípravu v orientačním běhu, o které psal i svou diplomovou práci a přednášel.

### Umístění na MS
| Individuální umístění na Mistrovství světa v rádiovém orientačním běhu | Individuální umístění na Mistrovství světa v rádiovém orientačním běhu | Individuální umístění na Mistrovství světa v rádiovém orientačním běhu | Individuální umístění na Mistrovství světa v rádiovém orientačním běhu | Individuální umístění na Mistrovství světa v rádiovém orientačním běhu |
| Rok                                                                    | 3,5 MHz                                                                | 144 MHz                                                                | Sprint                                                                 | Foxoring                                                               |
| ---------------------------------------------------------------------- | ---------------------------------------------------------------------- | ---------------------------------------------------------------------- | ---------------------------------------------------------------------- | ---------------------------------------------------------------------- |
| MS 2012 (junioři)                                                      | 13. místo                                                              | 19. místo                                                              | 1. místo                                                               | 2. místo                                                               |
| MS 2014 (junioři)                                                      | 6. místo                                                               | 2. místo                                                               | 1. místo                                                               | 4. místo                                                               |
| MS 2016                                                                | 8. místo                                                               | -                                                                      | 4. místo                                                               | -                                                                      |
| MS 2018                                                                | -                                                                      | -                                                                      | -                                                                      | -                                                                      |
| MS 2022                                                                | 4. místo                                                               | 2. místo                                                               | 1. místo                                                               | 5. místo                                                               |
| MS 2023                                                                | 5. místo                                                               | 3. místo                                                               | 1. místo                                                               | 4. místo                                                               |

### Umístění na ME
| Individuální seniorská umístění na Mistrovství Evropy v rádiovém orientačním běhu | Individuální seniorská umístění na Mistrovství Evropy v rádiovém orientačním běhu | Individuální seniorská umístění na Mistrovství Evropy v rádiovém orientačním běhu | Individuální seniorská umístění na Mistrovství Evropy v rádiovém orientačním běhu | Individuální seniorská umístění na Mistrovství Evropy v rádiovém orientačním běhu |
| Rok                                                                               | 3,5 MHz                                                                           | 144 MHz                                                                           | Sprint                                                                            | Foxoring                                                                          |
| --------------------------------------------------------------------------------- | --------------------------------------------------------------------------------- | --------------------------------------------------------------------------------- | --------------------------------------------------------------------------------- | --------------------------------------------------------------------------------- |
| ME 2013 (junioři)                                                                 | 6. místo                                                                          | 7. místo                                                                          | 2. místo                                                                          | 2. místo                                                                          |
| ME 2015                                                                           | -                                                                                 | -                                                                                 | -                                                                                 | -                                                                                 |
| ME 2017                                                                           | 9. místo                                                                          | -                                                                                 | 2. místo                                                                          | 9. místo                                                                          |
| ME 2019                                                                           | -                                                                                 | -                                                                                 | -                                                                                 | -                                                                                 |
| ME 2021                                                                           | 2. místo                                                                          | -                                                                                 | 3. místo                                                                          | -                                                                                 |